# Stjärna (glyf)
Stjärna i typografi är en glyf med ett antal punkter anordnade inom en tänkt cirkel.

## Fyruddig
| Namn                   | Skrivtecken | Unicode |
| ---------------------- | ----------- | ------- |
| svart fyruddig stjärna | ✦           | U+2726  |
| vit fyruddig stjärna   | ✧           | U+2727  |
| glitter (emoji)        | ✨          | U+2728  |

## Femuddig
| Namn                                  | Skrivtecken | Unicode |
| ------------------------------------- | ----------- | ------- |
| arabisk stjärna (5, 6 eller 8 uddig)  | ٭           | U+066D  |
| arabisk stjärna (5, 6 eller 8 uddig)  | ٭           | U+066D  |
| stjärna likhetstecken                 | ≛           | U+225B  |
| stjärna operand                       | ⋆           | U+22C6  |
| APL funktionssymbolsstjärna i cirkel  | ⍟           | U+235F  |
| APL funktionssymbolsstjärna med trema | ⍣           | U+2363  |
| svart stjärna                         | ★           | U+2605  |
| vit stjärna                           | ☆           | U+2606  |
| stjärna och halvmåne                  | ☪           | U+262A  |
| skissad vit stjärna                   | ⚝           | U+269D  |
| pentagram                             | ⛤           | U+26E4  |
| högerhänt sammanflätad pentagram      | ⛥           | U+26E5  |
| vänsterhänt sammanflätad pentagram    | ⛦           | U+26E6  |
| inverterad pentagram                  | ⛧           | U+26E7  |
| vit stjärna                           | ✩           | U+2729  |
| vit stjärna i svart cirkel            | ✪           | U+272A  |
| svart stjärna, center ofyllt          | ✫           | U+272B  |
| vit stjärna svart i mitten            | ✬           | U+272C  |
| svart stjärna med ytterlinje          | ✭           | U+272D  |
| svart stjärna med kraftig ytterlinje  | ✮           | U+272E  |
| vindsnurrestjärna                     | ✯           | U+272F  |
| skuggad vit stjärna                   | ✰           | U+2730  |
| vit mellanstor stjärna                | ⭐          | U+2B50  |
| svart liten stjärna                   | ⭑           | U+2B51  |
| vit liten stjärna                     | ⭒           | U+2B52  |
| lysand stjärna                        | 🌟          | U+1F31F |
| stjärnfall                            | 🌠          | U+1F320 |

## Sexuddig
| Namn                                | Skrivtecken | Unicode |
| ----------------------------------- | ----------- | ------- |
| Davidsstjärna                       | ✡           | U+2721  |
| sexuddig svart sjtärna              | ✶           | U+2736  |
| sexuddig stjärna med punkt i mitten | 🔯          | U+1F52F |

## Åttauddig
| Namn                                          | Skrivtecken | Unicode |
| --------------------------------------------- | ----------- | ------- |
| blomliknande stjärna                          | ⁕           | U+2055  |
| åttauddiga svart stjärna                      | ✴           | U+2734  |
| åttauddiga vindsnurrestjärna                  | ✵           | U+2735  |
| åttauddiga rätlinjig svart stjärna            | ✷           | U+2737  |
| kraftig åttauddiga rätlinjig svart stjärna    | ✸           | U+2738  |
| åttauddiga stjärna i cirkel med öppet centrum | ❂           | U+2742  |

## Tolvuddig
| Namn                    | Skrivtecken | Unicode |
| ----------------------- | ----------- | ------- |
| tolvuddig svart stjärna | ✹           | U+2739  |